# Efer
Efer foi um neto de Abraão, de acordo com o livro de Gênesis 25:4, cujos descendentes, alegado pelo historiador judaico Flávio Josefo, invadiram a Líbia. Josefo também alega que o nome de Efer foi a raíz etimológica do continente africano. De acordo com a Bíblia, ele foi um filho de Midiã.